# Geraldo Rivera
Geraldo Rivera, född Gerald Michael Riviera 4 juli 1943 i Brooklyn, New York, är en amerikansk advokat, journalist, skribent, reporter and före detta talkshowvärd.  Rivera driver nyhetsmagasinet Geraldo at Large och är en regelbunden gäst på Fox News Channel. Han är också känd för en serie om satanism från 1987. 
Riveras far är av puertoricansk härkomst medan modern är av rysk-judiskt ursprung.  

## Satanism-vinklingen
1987 började Rivera producera den dagliga TV-showen Geraldo, som sändes i elva år. Showen kom att kallas för trash-TV av Newsweek och två amerikanska senatorer. 1987 gjorde han också den första av en serie speciella reportage om satanism. Han påstod bland annat att det skulle finnas över en miljon satanister i USA, att de skulle finnas i både små och stora städer, och att de skulle vara organiserade i hemliga nätverk. Vidare påstod han att de skulle ägna sig åt rituella mord och sexuella övergrepp på barn. 